# Wohn- und Wirtschaftsgebäude Horstdamm 2
Das Wohn- und Wirtschaftsgebäude Horstdamm 2 in der niedersächsischen Stadt Rotenburg (Wümme), Ortsteil Unterstedt, wurde in der Mitte des 18. Jahrhunderts gebaut. Aktuell (2025) wird es zum Wohnen und landwirtschaftlich genutzt.
Das Gebäude steht unter Denkmalschutz (siehe auch Liste der Baudenkmale in Rotenburg (Wümme)).

## Geschichte und Beschreibung
Rotenburg entstand um 1195. Es gehört zum heutigen Landkreis Rotenburg (Wümme). Unterstedt liegt 4 km südwestlich vom Kernort Rotenburg.
Das eingeschossige giebelständige Wohn- und Wirtschaftsgebäude als Zweiständer-Hallenhaus, in Fachwerk mit Steinausfachungen, ziegelgedecktem Satteldach, regionaltypischer senkrechter Verbretterung in den oberen Giebeldreiecken und der neueren Grooten Door mit geradem Abschluss, wurde um 1750 gebaut.
Das Landesdenkmalamt befand u. a.: „… ein regionstypisches Hallenhaus aus der Mitte des 18. Jahrhunderts in Zweiständerkonstruktion ….“